# Stränder (film)
Stränder (engelska: Beaches) är en amerikansk dramakomedi från 1988 i regi av Garry Marshall. Filmen baseras på Iris Rainer Darts roman med samma namn.

## Utmärkelser
Bette Midler vann en Grammy Award för sången Wind Beneath My Wings från filmens soundtrack 1990.

## Rollista i urval
- Bette Midler – C.C. Bloom
- Barbara Hershey – Hillary Whitney Essex
- John Heard – John Pierce
- Spalding Gray – Dr Richard Milstein
- Lainie Kazan – Leona Bloom
- James Read – Michael Essex
- Mayim Bialik – 11-åriga C.C.
- Marcie Leeds – 11-åriga Hillary